# Fischsauce

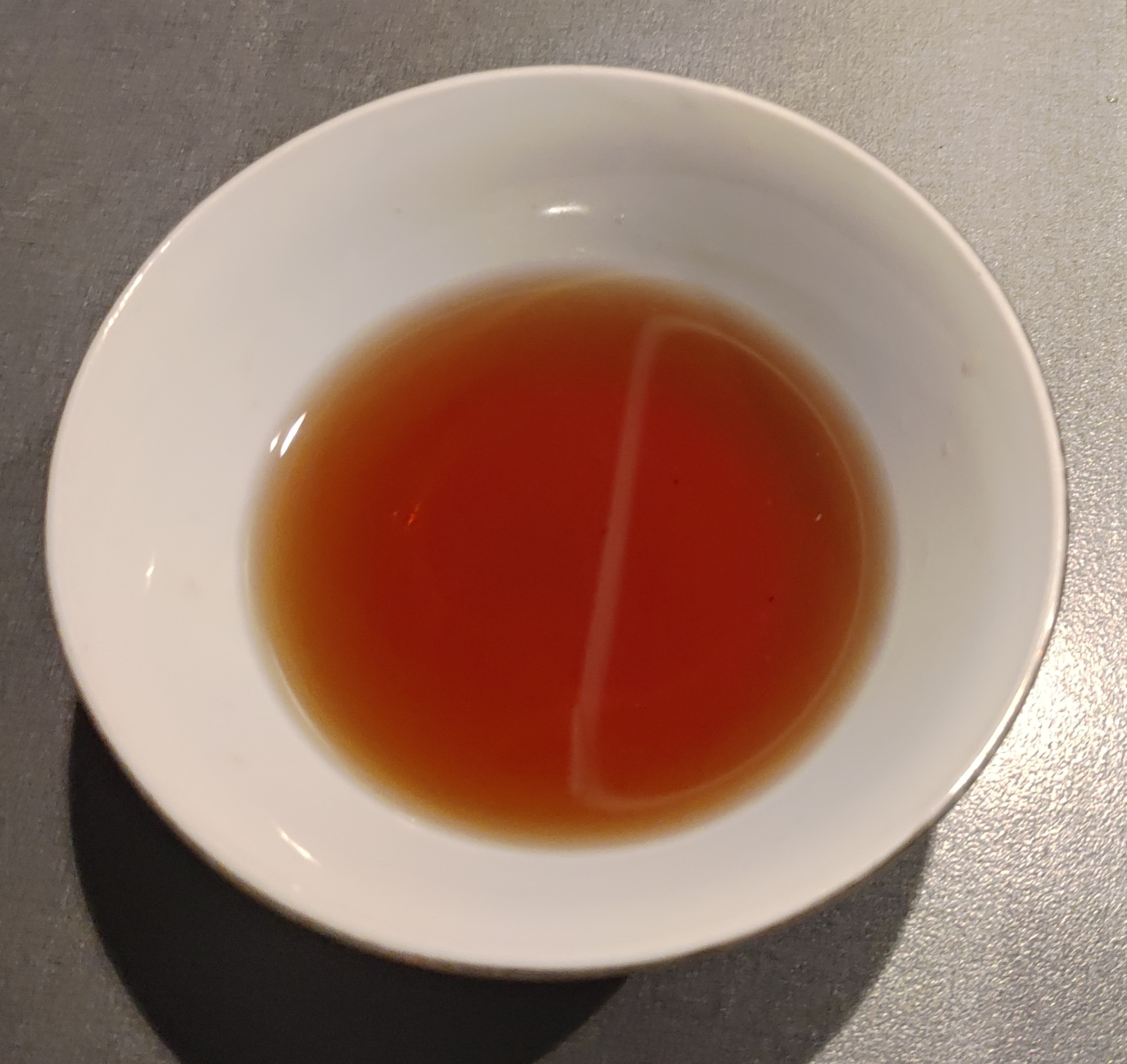
Fischsauce

Fischsauce (thai: น้ำปลา nam pla, viet.: nước mắm, chin.: 魚露 / 鱼露,  yúlù, Jyutping jyu4lou6) ist eine Würzsauce, die auf fermentiertem Fisch oder Fischextrakten basiert. Der Begriff beschreibt eine Reihe von Saucen, die im Laufe der Geschichte in verschiedenen Varianten von verschiedenen Kulturen benutzt wurden. Besonders in Ost- und Südostasien ist sie sehr verbreitet, in Europa hingegen nur vereinzelt als regionale Spezialität, aber ebenfalls mit jahrhundertealter Tradition (z. B. Colatura di Alici). Andere vergleichbare Würzmittel aus Europa unterscheiden sich vor allem durch die fehlende Fermentation, sie werden frisch zubereitet (z. B. Pissalat) oder auf andere Weise konserviert (z. B. Anchovis-Essenz).

## Eigenschaften

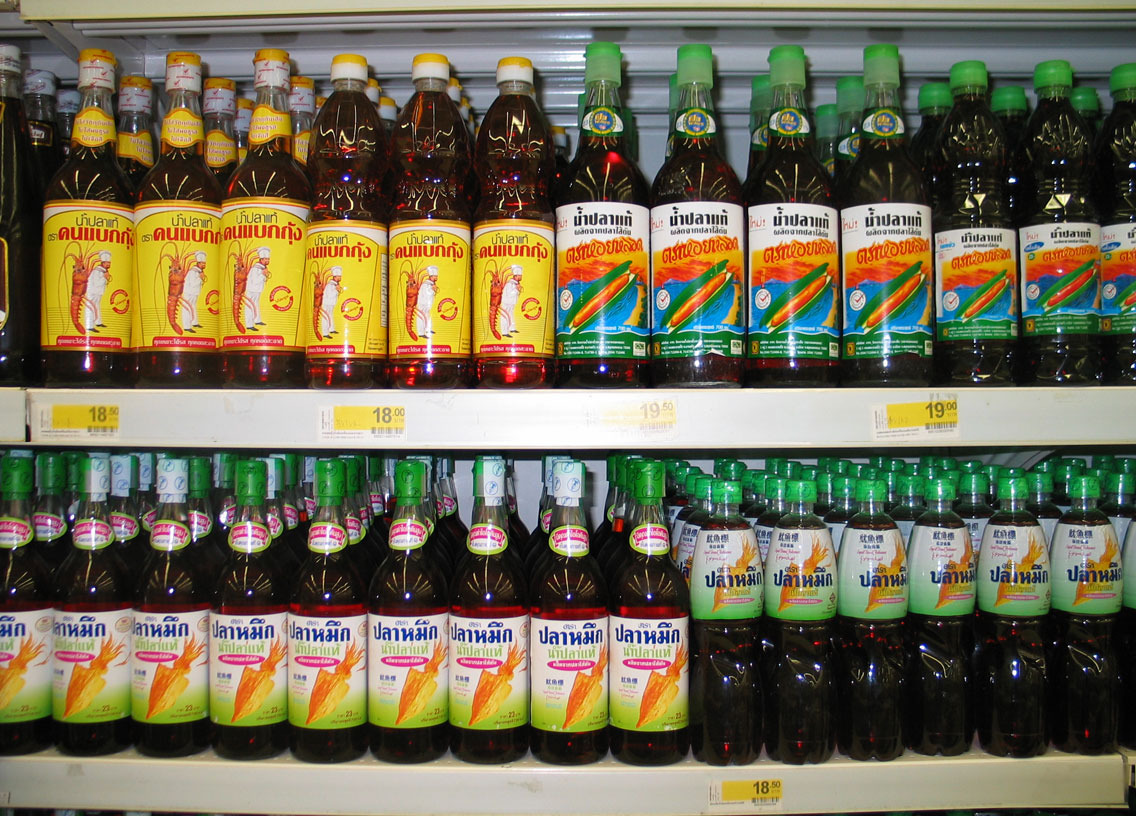
Thailändische Fischsaucen im Supermarkt

Die rotbräunlich, sehr intensiv riechende Sauce besteht hauptsächlich aus Anchovis (Sardellen) und ähnlichen kleinen Fischen, Salz, Wasser, manchmal zudem Zucker, Austern oder Garnelen. Es gibt verschiedene Stärken, die unterschiedlich viel Fisch pro Liter fertige Sauce verwenden und entsprechend unterschiedlich dosiert werden. Oft wird sie zum Würzen noch mit Zitronensaft, Essig, Chili, Zucker und/oder Knoblauch vermengt. Fischsauce verstärkt den Geschmack eines Gerichts.
Man unterscheidet in klare (gefilterte) und trübe (ungefilterte) Fischsaucen.
Ngan-pya-ye, Nuoc-mam, nampla, shottsuru, yu-lu und ahgan-jang sind klare Fischsoßen, während Budu, Patis, ketjap-ikan und jeotkuk trübe Fischsoßen sind.

## Geschmack
Fischsauce wird zu Beginn der Fermentation Kochsalz zugefügt, das den Salzrezeptor auf der menschlichen Zunge aktiviert. Bei der Fermentation zu Fischsauce werden unter anderem enthaltene Proteine in Aminosäuren gespalten. Dies erfolgt durch Autolyse, Verdauungsenzyme der Fische aus dem Magen und Darm und bakterielle proteinabbauende Enzyme. Insbesondere die Aminosäuren Glutaminsäure und in geringerem Umfang auch Asparaginsäure lösen auf der menschlichen Zunge durch Bindung an den Glutamatrezeptor, bestehend aus den beiden Teilen T1R1 und T1R3, einen Umami-Geschmack aus. Glutaminsäure macht mit etwa 20 % unter den 19 in Fischsauce enthaltenen Aminosäuren den größten Anteil aus. Daneben löst Fischsauce durch enthaltene Proteinfragmente über die Aktivierung des Rezeptors CaSR einen Kokumi-Geschmack auf der menschlichen Zunge aus.

## Geruch
Der Geruch von Fischsauce umfasst verschiedene flüchtige Verbindungen wie Alkohole (z. B. Ethanol, 1-Pentanol, 2-Methyl-1-butanol, 2-Methyl-1-propanol, 3-Methyl-1-butanol), Aldehyde (z. B. 3-Methylbutanal, 2-Methylbutanal, 2-Methylpropanal), sowie 2-Pentanon, 2-Ethylpyridin, 2-Ethylfuran, 3-Pentylfuran, Dimethyltrisulfid, 3-Methylthiopropanal, 3-Methylbutonsäure, Ammoniak und Trimethylamin. Der ursprüngliche Geruch der Fische nimmt mit der Fermentationsdauer bzw. der zunehmenden Verstoffwechselung ab. Hervortretende Geruchsstoffe und -noten in Fischsauce sind Ammoniak (salmiakgeistartig), kurzkettige Fettsäuren (käsig) und verschiedene flüchtige Verbindungen, die zusammen eine fleischige Geruchsnote erzeugen.

## Zusammensetzung
Fischsauce enthält etwa 87 – 89 % Massenanteil an Wasser, Kochsalz (5 – 6 % Massenanteil), Fischproteine (2,3 – 10 % Massenanteil) und Aminosäuren, Lipide (0,7 – 0,9 % Massenanteil) und Kohlenhydrate (0,2 – 0,5 % Massenanteil). Sie sollte einen leicht sauren pH-Wert von unter 6 aufweisen. Der Glutaminsäuregehalt liegt bei taiwanesischer Fischsauce bei 2,6 g / L, bei malayischer Fischsauce bei 5,8 g / L und je nach Hersteller bis zu 11,8 g / L. Fischsaucen können aufgrund der bakteriellen Decarboxylierung der Aminosäure Histidin bis zu 0,07 % Massenanteil Histamin enthalten, das bei gleichzeitiger Einnahme von MAO-Hemmern kontraindiziert ist. In manchen Ländern wie China und Malaysia wird Palmzucker oder organische Säuren zur Fermentation hinzugefügt, wodurch eine stärker gebräunte Fischsauce entsteht.

## Herstellung

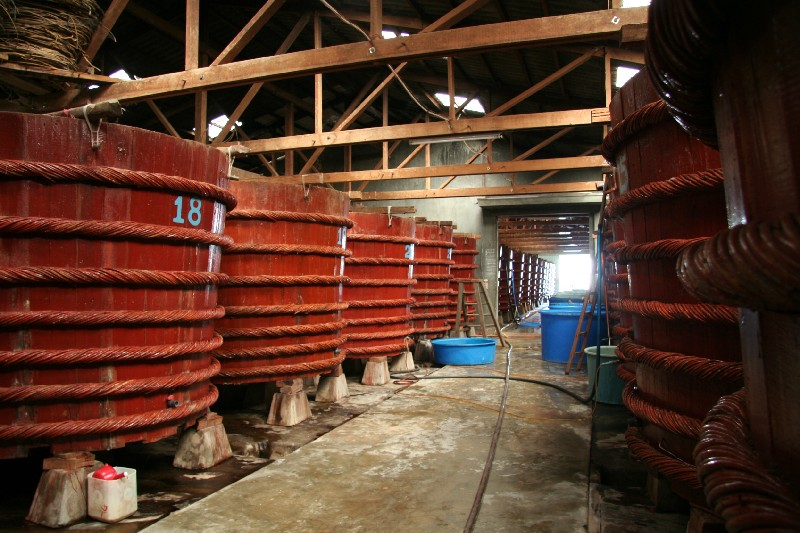
Fischsaucenfabrik in Phú Quốc, Vietnam

Die traditionelle Herstellungsmethode beruht auf einer mehrere Monate dauernden Fermentation des eingesalzenen Fischmaterials durch Enzyme und Mikroorganismen, die zu einer Hydrolyse des Fischproteins führen. Die Fermentation erfolgt durch salzliebende und bei niedrigeren Salzgehalten auch durch salztolerierende Bakterien, die ohne Luftsauerstoff (anaerob) wachsen können.
Die Fische werden schichtweise zusammen mit Meersalz in einem Verhältnis von 1:1 bis 9:1 in ein sehr großes Fass gegeben. Je mehr Salz zur Fermentation verwendet wird, desto langsamer ist die Fermentation und desto länger ist die Haltbarkeit der Fischsauce. Das Fass wird oftmals zur Erwärmung in der Sonne aufgestellt. Bei manchen Verfahren öffnet man zwei- bis dreimal pro Woche das Fass und lässt die Sonne hineinscheinen. Bei anderen Verfahren wird das Fass verschlossen. Das Salz zieht Wasser aus den Fischen. Die Fische werden mit Gewichten beschwert, wodurch die Flüssigkeit aufsteigt. Die Fische müssen untergetaucht bleiben, um Fehlfermentationen zu vermeiden. Je nach gewünschter Qualität bekommt man nach 6 bis 18 Monaten die in Thailand so genannte „Grade 1“ Fischsauce, eine bräunliche, sehr aromatische Flüssigkeit, die filtriert wird, um alle festen Bestandteile zu entfernen; dann wird sie pasteurisiert und in Glas- oder Plastikflaschen abgefüllt. Das malayische Budu wird hingegen nach der Fermentation gekocht und anschließend filtriert. Die „Grade 2“ Fischsauce bekommt man, nachdem man nach der ersten Fischsaucen-Entnahme das Tonfass wieder mit Salzwasser füllt und den Fisch nochmals bis zu vier Monate fermentieren lässt.
| Land                | Name                            | Fischarten                                                                                                   | Mikroorganismen | Fermentationsbedingungen Fisch-Salz-Verhältnis; Dauer             |
| ------------------- | ------------------------------- | --- | --- | ----------------------------------------------------------------- |
| Thailand            | Nam-pla                         | Stolephorus spp., Ristrelliger spp., Cirrhinus spp., Anchiovelle spp., Corica spp.                           | Micrococcus spp., Pediococcus spp., Sarcina spp., Bacillus spp., Aerococcus haloviridans, Paracoccus halodenitrificans Lentibacillus salicampi, Lentibacillus juripiscarius, Lentibacillus halophilus, Halococcus thailandensis, Filobacillus sp. RP 2–5, Piscibacillus salipiscarius, Tetragenococcus halophilus, Tetragenococcus muriaticus, Halobacterium salinarum | 5:1–1:1 Salz; 5–12 Monate                                         |
| Vietnam             | Nuoc-mam                        | Stolephorus spp., Ristrelliger spp., Engraulis spp., Decapterus spp., Darasoma spp., Clupea spp.             | | 3:1–3:2 Salz; 3–12 Monate                                         |
| Vietnam             | Nuoc-mam-gau-ca                 | Clarius spp., Ophicephalus spp.                                                                              | Clostridium spp. | Nur Lebern, 10:1 Salz; 6 Tage, dann kochen und filtrieren         |
| Kambodscha          | Nuoc-mam                        | Stolephorus spp., Ristrelliger spp., Engraulis spp., Decapterus spp., Darasoma spp., Clupea spp.             | | 3:1–3:2 Salz; 3–12 Monate                                         |
| Malaysia            | Budu                            | Stolephorus spp.                                                                                             | Pediococcus halophilus, Staphylococcus aureus, Lentibacillus salicampi, Lentibacillus juripiscarius | 5:1–3:1 Salz + Palmzucker + Tamarinde; 3–12 Monate                |
| Myanmar             | Ngapi                           | | | 5:1 Salz; 3–12 Monate                                             |
| Philippinen         | Patis                           | Stolephorus spp., Clupea spp., Decapterus spp., Leionathus spp.                                              | Micrococcus nitrificans, Micrococcus colpogenes, Micrococcus roseus, Micrococcus varians, Staphylococcus epidermidis, Staphylococcus saprophyticus, Bacillus coagulans, Bacillus megaterium, Bacillus subtilis, Bacillus licheniformis, Paracoccus halodenitrificans                                                                                                   | 3:1–4:1 Salz; 3–12 Monate                                         |
| Indonesien          | Ketjap-ikan                     | Stolephorus spp., Clupea spp., Leiagnathus spp., Osteochilus spp., Puntius spp., Ctenaps spp.                | | 6:1 Salz; 6 Monate                                                |
| Indonesien          | Bakasang                        | Stolephorus spp.                                                                                             | | 5:1,5–3,5 Salz; 3–6 Wochen                                        |
| Indien und Pakistan | Colomba cure                    | Ristrelliger spp., Cybium spp., Clupea spp.                                                                  | | ohne Innereien und Kiemen; 6:1 Salz + Tamarinde; bis zu 12 Monate |
| Hong Kong           | Yeesui                          | Sardinella spp., Jelio spp., Carangidae spp., Engraulis pupapa, Teuthis spp.                                 | | 4:1 Salz; 3–12 Monate                                             |
| Japan               | Shottsuru, Uwo-shoytu, Ikashoyu | Arctoscopus japanicus, Clupea pichardus, Omnastrephis sloani (Kopffüßer), Omnastrephis pacificus (Kopffüßer) | Micrococcus spp., Corynebacterium spp., Streptococcus spp. bei 2,5 % Salz; Halococcus spp., Halobacterium spp., Vibrio spp., Streptococcus spp. bei 20 % Salz, Aerococcus haloviridans | 5:1 Salz + gemälzter Reis + Koji (3:1); 6 Monate                  |
| Korea               |                                 | Garnelen | | 4:1 Salz; 6 Monate                                                |
| Ghana               | Momoni                          | Caranx hippos                                                                                                | Bacillus spp., Lactobacillus spp., Pseudomonas spp., Pediococcus spp., Staphylococcus spp., Klebsiella spp., Debaryomyces spp., Hansenula spp., Aspergillus spp. | 10:3 Salz; 1–5 Tage                                               |
| Sudan               | Terkin                          | Hydrocynus spp., Alestes spp.                                                                                | | 6 Monate                                                          |
| Ägypten             |                                 | Affinis affinis (Gambusia)                                                                                   | | 4:1 Salz; 150 Tage, mit Musselintuch filtriert                    |
| Griechenland        | Garos                           | Scomber colias                                                                                               | | Nur Lebern, 9:1 Salz; 8 Tage                                      |
| Italien             | Colatura di Alici               | Sardellen | | 4–5 Monate in Gläsern in der Sonne                                |
| Frankreich          | Pissalat                        | Aphya pellucida, Gobius spp., Engraulis spp., Atherina spp., Meletta spp.                                    | | 4:1 Salz; 2–8 Wochen (je nach Größe)                              |
| Frankreich          | Anchois (Anchovis)              | Engraulis encrasicolus                                                                                       | | ohne Kopf und Innereien, 2:1 Salz; 6–7 Monate                     |

Die Bakterien können nach ihrer Funktion in drei Gruppen eingeteilt werden: Bakterien mit proteinabbauenden Enzymen (Bacillus spp., Pseudomonas spp., Micrococcus spp., Staphylococcus spp., Halococcus spp., Halobacterium spp.), Bakterien, die Geruchs- und Geschmacksverbindungen erzeugen (manche Bacillus-Arten, Staphylococcus saprophyticus Stamm 109, Pediococcus halophilus, Halobacterium salinarum) und Milchsäurebakterien, die durch Verstoffwechslung den pH-Wert senken und Milchsäure zur Vermeidung von Fehlfermentationen erzeugen (Pediococcus pentosaceus, Lactobacillus alimentarius, Lactobacillus plantarum, Lactobacillus garviae, Lactobacillus reuteri, Weisella confusa).

## Geschichte

### Anfänge
Fermentierte Fische als Basis für Saucen wurden in China erstmals vor 2300 Jahren beschrieben. In der Zeit der Zhou-Dynastie wurde Fisch mit Sojabohnen und Kochsalz fermentiert und später als Würzsauce verwendet. Etwa zur gleichen Zeit entstand im Mittelmeerraum Garum. Während der Han-Dynastie entstand die Herstellung von Sojasauce und fermentierten Sojapasten und die Würzsauce entwickelte sich zu zwei getrennten Saucen, Fischsauce und Sojasauce. Möglicherweise ist eine chinesische Fischsauce (kôechiap, 茄汁, in Hokkien) der Vorläufer von Ketchup. Fischsauce wurde in China um etwa 50 – 100 v. Chr. weitgehend durch fermentierte Sojabohnenprodukte ersetzt, während in Südostasien Fischsauce bis heute weitverbreitet verwendet wird. Im 17. und 18. Jahrhundert wurde vietnamesische und kambodschanische Fischsauce von chinesischen Händlern nach Guangdong und Fujian in China importiert, wodurch die Verwendung in China wieder häufiger wurde.

### Heutige Verbreitung

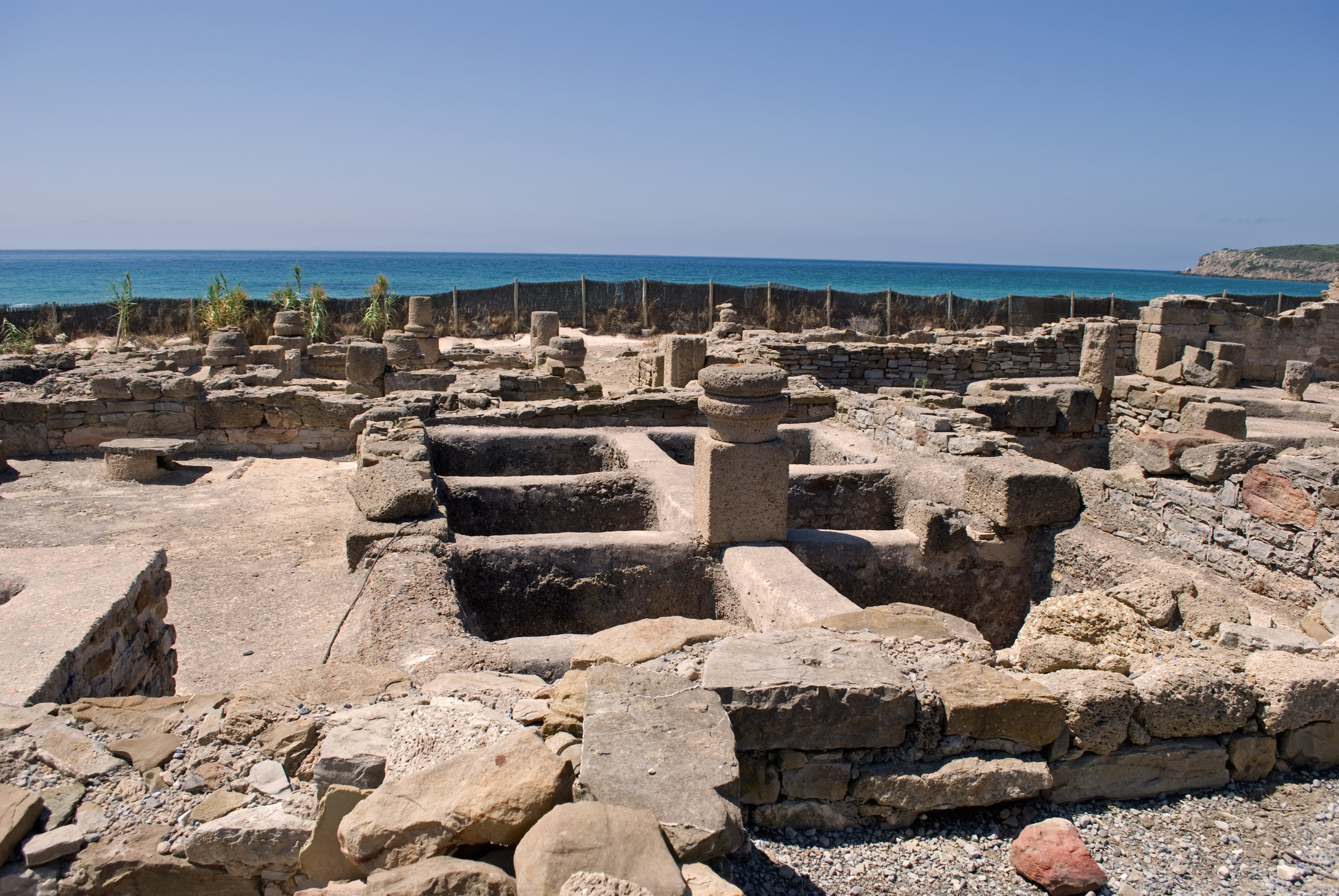
Römische Garum-Fabrik in Baelo Claudia, im heutigen Spanien

Fischsauce gehört zu den ältesten Würzsaucen überhaupt. Im antiken Griechenland wie auch im Römischen Reich war eine Fischsauce namens Garos (griech.), Garum (lat.) oder später Liquamen bekannt.
Am meisten wird gegenwärtig Fischsauce in Vietnam und Thailand gehandelt, mit 333.000 bzw. 284.000 Tonnen im Jahr 2013. Während Fischsauce in südostasiatischen Ländern und Regionen wie Thailand, Vietnam, Südchina, Kambodscha, Myanmar und Indonesien die meistverwendete Würzsauce ist, wird in den ostasiatischen Ländern China, Korea und Japan am häufigsten Sojasauce als Würzsauce eingesetzt.
Auch in Ländern, in denen heute vor allem Sojasauce zum Würzen verwendet wird, wurde früher meist nur Fischsauce benutzt. In Thailand wird sie Nam Pla (thai. น้ำปลา) genannt, in Vietnam heißt sie Nước mắm und auf den Philippinen Patis bzw. in Visayas und Mindanao Dayok, während man die kambodschanische Variante Toek trei (kam. ទឹកត្រី – tɨk trəy) nennt. In Malaysia wird eine dunkle trübe Fischsauce als budu bezeichnet und als bakasang in Indonesien.
In China ist Fischsauce in den Küstenregionen der Provinzen Fujian und Guangdong, insbesondere in der Region Chaozhou verbreitet. Aus Suzhou stammt ein verwandtes Würzmittel, die Garnelen-Sojasauce (chin. 虾子酱油 xiāzǐ jiàngyóu): Sojasauce wird mit Garnelen gekocht und mit Zucker, Báijiǔ (ein chinesischer Schnaps) und Gewürzen abgeschmeckt. Diese Saucen sollten nicht mit der aus Hongkong bekannten XO-Sauce verwechselt werden, die eine Paste aus grob gehackten getrockneten Meeresfrüchten wie Jakobsmuscheln, getrocknetem Fisch und Garnelen ist, die zusammen mit Chilischoten, Zwiebeln und Knoblauch gekocht wird.
Die japanische Fischsauce (jap. 魚醤) wird allgemein Gyoshō genannt. In der Präfektur Akita wird die bekannte Fischsauce Shottsuru (jap. 塩汁) aus „Hatahata“ (Arctoscopus japonicus) hergestellt. In der Präfektur Ishikawa hingegen gibt es zwei Arten von Fischsaucen. Die als Ishiru (jap. 魚汁) bezeichnete Fischsauce wird aus Kalmaren hergestellt und die als Yoshiru (jap. 魚汁 hier gelesen als yoshiru) bezeichnete Fischsauce wird aus Sardinen hergestellt.
In Korea gibt es die Fischsauce Eo-ganjang (kor. 어간장), hauptsächlich aus Jeju-do, sie wird aus Jeotgal hergestellt.
Eine weitere Sauce ist Myeolchi-Aekjeot (kor. 멸치액젓) hauptsächlich aus Sardellen.
Im Iran wird eine dickflüssige Fischsauce mit Fenchelsamen, Kreuzkümmel, Koriandersamen und Senfsamen Mahyawa (pers. مهیاوه) genannt. Eine ebenfalls dickflüssige Fischsauce mit Gewürzen wird in Laos und im Isan unter dem Namen Padaek verwendet. In England ist die Worcestershiresauce bekannt, die mit Sardellen fermentiert wird. Austernsauce ist eine dickflüssige Würzsauce der asiatischen Küche analog der Fischsauce, jedoch mit Austern als Grundlage.